# Jean Hénault
Rodolphe Jean Louis François Hénault (Herve, 25 november 1898 - 14 november 1983) was een Belgische atleet, die gespecialiseerd was in het hoogspringen. Hij nam tweemaal deel aan de Olympische Spelen en veroverde negen Belgische titels.

## Biografie
Hénault werd in 1920 voor het eerst Belgisch kampioen hoogspringen. Hij nam dat jaar ook deel aan de Olympische Spelen van Antwerpen. Hij werd uitgeschakeld in de kwalificaties. Het jaar nadien verbeterde hij tijdens de Belgische kampioenschappen het Belgisch record van Léon Dupont tot 1,76 m. In verschillende verbeteringen bracht hij het in 1924 naar 1,86 m. Later dat jaar nam hij deel aan de Olympische Spelen van Parijs. Hij werd tiende. 
Tot 1929 veroverde Hénault in totaal negen Belgische titels, waarvan de eerste zeven opeenvolgend.  
Henault  was aangesloten bij FC Luik.

## Belgische kampioenschappen
| Onderdeel    | Jaar                                                 |
| ------------ | ---------------------------------------------------- |
| hoogspringen | 1920, 1921, 1922, 1923, 1924, 1925, 1926, 1928, 1929 |

## Persoonlijke records
| Onderdeel    | Prestatie | Datum        | Plaats |
| ------------ | --------- | ------------ | ------ |
| hoogspringen | 1,86 m    | 22 juni 1924 | Luik   |

## Palmares

### hoogspringen
- 1920:  BK AC - 1,70 m
- 1920: 16e in kwal. OS in Antwerpen - 1,65 m
- 1921:  BK AC - 1,76 m (NR)
- 1922:  BK AC - 1,75 m
- 1923:  BK AC - 1,80 m
- 1924:  BK AC - 1,70 m
- 1924: 10e OS in Parijs - 1,80 m
- 1925:  BK AC - 1,70 m
- 1926:  BK AC - 1,80 m
- 1928:  BK AC - 1,70 m
- 1929:  BK AC - 1,75 m